# 任和亭
任和亭（1929年3月—），男，山西人，中华人民共和国政治人物。

## 生平
1960年8月，增补第二届中共潜江县委书记处书记。1964年9月至1967年1月，担任中国共产党潜江县委员会书记。1969年1月至1971年3月，担任潜江县革委会副主任。1974年6月，他接替郭兴春，出任中共监利县委书记。1976年10月，监利县人民武装部党委成立，他担任第一书记。